# Hidroarheološko nalazište kod Visa 2
Hidroarheološko nalazište nalazi se u pomorju Grada Visa.

## Opis dobra
Hidroarheološko nalazište, ulomci amfora tipa Lamboglia II na dubini od 25-50 m, potječe od brodoloma koji je datiran u 1. st. prije Krista.

## Zaštita
Pod oznakom RST-0674 zavedeno je kao nepokretno kulturno dobro - arheologija, pravna statusa zaštićena kulturnog dobra, klasificirano kao "podvodna arheološka zona/nalazište".